# Via Dolorosa
 Ovo je glavno značenje pojma Via Dolorosa. Za album Erika Hagstedta pogledajte Via Dolorosa (album).
Via Dolorosa, Put suza, (lat. "Staza boli"; hebr. ויה דולורוזה; arap. طريق الآلام) ulica je u jeruzalemskom Starom gradu, kojom je po vjerovanju prošao Isus prije razapinjanja. Krivudajuća ruta od Antoniove tvrđave pa do bazilike Svetoga groba duga je oko 600 metara i mjesto je kršćanskih hodočašća. Današnja ruta uspostavljena je u 18. stoljeću, zamjenjujući neke ranije inačice. Obilježava devet postaja Križnog puta, iako je od kasnog 15. stoljeća u praksi 14 postaja, s preostalih pet postaja unutar bazilike Svetog groba.

## Povijest
Via Dolorosa predstavlja moderne ostatke jedne od dvije glavne istočno-zapadne rute (Decumanus Maximus) kroz Aeliu Capitolinu, koju je dao sagraditi Hadrijan. Rimski gradovi uglavnom su bili napravljeni tako da je istočno–zapadna cesta prolazila središtem grada, no u slučaju Jeruzalema, Brdo hrama bilo je već u središtu tako da su Hadrijanovi arhitekti dodali još jednu cestu koja je imala pravac istok-zapad, samo sjevernije. Pored toga, cesta koja je obično išla u smjeru sjever-jug (cardo), u Jeruzalemu je išla direktno na zapadno brdo, tako da je sagrađen drugi pravac, koji je išao prema Damaščanskim vratima, nedaleko Via Dolorose.
Prvi izvještaji o jednoj hodočasničkoj ruti, koji odgovaraju biblijskim događajima, potječu iz bizantske ere; u to vrijeme procesija je na Veliki četvrtak započinjala na vrhu Maslinske gore, zaustavila bi se u Getsemaniji, ušla bi u Stari grad kod Lavljih vrata, i išla bi otprilike današnjom rutom do bazilike Svetog groba; Međutim, procesija se nije zaustavlja tijekom rute duž same Via Dolorose. Međutim, u 8. stoljeću ruta je išla preko preko zapadnog brda; s početkom u Getsemaniji, išla je pokraj navodnog Kajfinog doma na Brdu hrama, potom pokraj crkve Sv. Sofije i na kraju do crkve Svetog groba.
Tijekom srednjeg vijeka, jeruzalemski katolici podijelili su se u dvije skupine; jednu koja je kontrolirala crkve na zapadnom brdu i drugu koja je kontrolirala crkve na istočnom brdu. Svaka od njih podržavala je rutu koja je prolazila pokraj crkava koje su kontrolirale te skupine.
U četrnaestom stoljeću, papa Klement VI. postiže djelomični dogovor o jednoj ruti, dajući u zadatak franjevačkoj zajednici Kustodija Svete Zemlje da na sebe preuzme odgovornost za rutu. Zadaća kustodije je trostruka: brinu se za život franjevaca u Svetoj Zemlji, u ime Katoličke Crkve, brinu se za sveta mjesta te za kršćanske zajednice u Svetoj Zemlji i brinu se o održavanju "statusa quo".
Počevši oko 1350., franjevci provode službene ture po Via Dolorosi, od bazilike Svetog groba do Pilatove kuće. Ovaj smjer bio je suprotan onom kojim se u Evanđelju kretao Isus. Tek 1517. franjevci počinju slijediti kronološku rutu Križnog puta, s početkom kod Pilatove kuće pa sve do mjesta razapinjanja na Golgoti.
Od samih početka franjevačke uprave, razvoj Via Dolorose bio je usko povezan s religijskim djelatnostima u Europi. Red Manje braće bio je gorljivi zagovornik predane meditacije kao sredstva za pristup i razumijevanje Isusove muke. Rasporede i pisane vodiče koje su oni pisali, poput Meditaciones vite Christi (hr. Meditacije Kristovog života), bili su široko rasprostranjeni u Europi.
Takva literatura nastala je prema biblijskim opisima Via Dolorose, u vremenu između Pilatove presude Isusu i Isusovog razapinjanja. Ipak u sva četiri evanđelja tek je nekoliko rečenica s ovim opisima. Tijekom četrnaestog stoljeća, nekoliko događaja obilježilo je postaje na Via Dolorosi, što je utjecalo kako na vjersku literaturu tako i na sam fizički izgled Jeruzalema.
Prve postaje koje su se pojavile na hodočasničkim rutama bili su susreti sa Šimunom Cirencom i s jeruzalemskim ženama. Poslije njih dolaze neke više–manje prolazne postaje poput Veronikine kuće, kuća Šimuna farizeja, kuća bogataša (iz prispodobe s Lazarom) i kuće Herodove.
Ovi dogovori o postajama, između europske mašte i fizičkog mjesta, nastavit će se kroz sljedećih šest stoljeća. Još u 19. stoljeću postojao je zajednički dogovor samo za mjesta prve, četvrte, pete i osme postaje. Ironično, arheološka iskopavanja u 20. stoljeću ukazuju da je rana ruta Via Dolorose preko Zapadnog brda više vjerojatnija.
Putanja sadašnje Via Dolorose s biblijskim putanjom temelji se na pretpostavci, da je Praetorium bio u blizini Antonijeve tvrđave. Međutim, kako židovski helenistički filozof Filon, tako i Josip Flavije svjedoči krajem prvog stoljeća, da su rimski upravitelji provincije Judeje, koji su upravljali iz Primorske Cezareje, obitavali u Herodovoj palači kada su bili u Jeruzalemu. i donosili su presude na pločniku neposredno ispred palače, a osuđeni su tu i bičevani. Josip Flavije naglašava da je Herodova palača na zapadnom brdu i koja je nedavno (2001.) ponovno pronađena na uglu Davidove kule i Jaffa vrata. Dalje, arheolozi su potvrdili da je prije Hadrijanovih promjena na Aelii Capitolini, u neposrednoj blizini Antonijeve tvrđave bio velik otvoreni vodeni bazen.
Izraelski arheolog Šimon Gibson je 2009. pronašao ostatke velikoga popločanoga dvorišta kod Vrata Jaffe između dva zida tvrđave, jedne vanjske ulice i ulice koja vodi prema vojarnama. 
Dvorište je sadržavalo podignutu platformu oko 2m2. Istraživanje ruševina Praetorijuma, za koju se dugo smatralo da su rimske vojarne, pokazuju da je tu bila samo stražarska kula. Ova nalazišta "savršeno odgovaraju"  ruti koja je opisana u Evanđeljima, i uklapa se s detaljima iz drugih drevnih spisa. 
Ruta koju je Gibson označio, započinje na parkiralištu u Armenskoj četvrti, zatim prolazi pored otomanskih zidina Starog Grada, neposredno Davidove kule u blizini vrata Jaffe, prije nego skrene prema bazilici Svetoga groba. Nova istraživanja također pokazuje da je mjesto raspeće veličine 2m2.

## Sadašnje tradicionalne postaje
Tradicionalna ruta počinje unutar Lavljih vrata (Vrata Sv. Stjepana) u Muslimanskoj četvrti, kod osnovne škole Umariya, blizu nekadašnje Antoniove tvrđave, i ide u pravcu istok–zapad prema Starom gradu i bazilici Svetog groba u Kršćanskoj četvrti. Sadašnje postaje križnog puta se temelje na kružnoj putanji koju su organizirali franjevci u 14. stoljeću; njihova ruta, koja je kretala prema istoku uz Via Dolorosu (suprotno od uobičajenog hodočašća na zapad), započinjala je i završavala u Crkvi Svetog groba, prolazeći i kroz Getsemaniju i brdo Cion tijekom Križnog puta.

### Pilatova presuda: prva i druga postaja
Prva i druga postaja podsjećaju na događaj kada se Isus susreo s Poncijem Pilatom prvo se prisjećajući suđenja Isusu, a kasnije sjećanje na Ecce Homo govor koji je izgovorio Poncije Pilat nakon što je prikazao bičevanog Krista, vezana i okrunjena trnjem, neprijateljski raspoloženoj masi, prije njegova raspeća. Izraz se nalazi u Evanđelju po Ivanu (19:5). Neposredno u blizini su tri katoličke crkve iz ranog 19. stoljeća, koje su dobile imena po ovim događajima; Crkva presude i postavljanja križa, Crkva bičevanja, i Ecce Homo crkva. Veliko područje je popločano kao u rimsko doba, želeći na taj način ostaviti dojam mjesta gdje je Pilat presudio Isusu (Ivan 19:13).
Ipak, znanstvenici su danas skoro sigurni da je Poncije Pilat donio svoju presudu u Herodovoj palači u jugozapadnom dijelu grada, prije nego na ovom mjestu u sjeverozapadnom dijelu grada. Arheološke studije su potvrdile, da je rimski kolnik na ovim dvjema tradicionalnim postajama Hadrijan dao sagraditi kao podnice istočnog od dva foruma. Prije Hadrijanovih promjena, područje je bilo veliki otvoreni vodeni bazen, kojeg spominje Josip Flavije.
Nedaleko od crkve Ecce Homo nalazi se luk preko Via Dolorose koji je izvorno bio središnji luk trolučnog prolaza, kojeg je dao izgraditi Hadrijan kao glavni ulaz u spomenuti forum. Kada je kasnije sužena Via Dolorosa, dva luka s obje strane središnjega luka ukomponirana su u susjedne zgrade na sjevernoj strani, dok je luk Crkve Ecce Homo onaj koji se vidi na južnoj strani.
Tri sjeverne crkve postupno su izgrađene nakon što je ovo mjesto djelomično otkupio 1857. Marie-Alphonse Ratisbonne, isusovac koji ga je namjeravao koristiti kao osnovu za prozelitizam protiv judaizma. Najmlađa crkva, crkva Bičevanja, izgrađena je tijekom 1920-ih; iznad oltara, a ispod središnje kupole, je mozaik na zlatnoj podlozi koji pokazuje "Krunu od trnja probodenu zvijezdama", a crkva također sadrži moderne vitraje s prikazom Bičevanje Krista na stupu, Pilatovo pranje ruku i oslobađanje Barabe. Konvent, kojem pripada crkva Ecce Homo, bio je prvi sagrađeni dio i sadrži brojne arheološke ostatke. Ovo mjesto, prije nego što ga je Ratisbonne kupio, bilo je u ruševinama već stoljećima, križari su prethodno izgradili niz zgrada, koje su kasnije napuštene.

### Tri Isusova pada: treća, sedma i deveta postaja
Iako ova priča nije službeno ispričana u biblijskom kanonu, a i službena kršćanska dogma ne potvrđuje ove tvrdnje, popularna tradicija kaže da je Isus posrnuo tri puta tijekom Križnog puta; ovo se uvjerenje očituje u identifikaciji tri postaje na kojima su se ova "tri pada" dogodila. Tradicija "tri pada" čini se da je izblijedjela sjećanja na ranije uvjerenje u "sedam padova", koji nisu bili nužno "padovi", već prikazi Isusa koji je slučajno posrnuo tijekom rute. 
U (tada poznatom) prikazu "Sedam padova" krajem 15. stoljeća, kod Adama Kraffta, postoji samo jedan "pad" koji je zapravo predmet Isusova spoticanja pod težinom križa, dok su preostali "padovi" prije susreti s ljudima na stazi, ili sam čin razapinjanja ili uklanjanje mrtvog tijela s križa.
Prvi pad predstavlja trenutno treća postaja, koja se nalazi na zapadnom kraju istočnog djelića Via Dolorose, uz Poljsku katoličku kapelu sagrađenu u 19. stoljeća; ovu kapelu su izgradili 
Armenski katolici, koji su živjeli u Poljskoj. Prije toga tu je bilo hamam.
Postaja drugog pada je predstavljena na sedmoj postaji, koja se nalazi na velikom raskrižju, uz franjevačku kapelu sagrađenu 1875. U Hadrijanova doba, to je bio glavni credo (sjeverno-južna cesta), uz decumanus (istočno-zapadnu cestu) koja je postala Via Dolorosa. Ostake tetrapilona, koji je obilježavao ovo raskrižje, može se vidjeti u donjem dijelu franjevačke kapele. Prije 16. stoljeća, to mjesto je bilo 8. i zadnja postaja.
Treći pad predstavljen je devetom postajom, koja se ne nalazi na Via Dolorosi, već kod ulaza u Etiopsko-pravoslavni i Koptsko-pravoslavni samostan Svetog Antuna koji zajedno čine krovnu strukturu podzemne kapele Svete Helene u bazilici Sv. groba. Koptska i Etiopska pravoslavna crkva podijelile su se 1959. godine, a prije toga su ova dva samostana smatrana samo jednom crkvom. Treći pad međutim, početkom 16. stoljeća, bio smješten na ulazu u baziliku Svetog groba, a uklesan kameni križ koji označava to mjesto još uvijek se tu nalazi.

### Susreti
Četiri postaje obilježavaju susrete između Isusa i drugih ljudi na gradskim ulicama; jedan susret se spominje u svim sinoptičkim evanđeljima, jedan je samo u Evanđelju po Luki, a preostala dva susreta postoje samo u popularnoj tradiciji.

#### Susret s Marijom, Isusovovom majkom: četvrta postaja
Novi zavjet ne spominje susret između Isusa i njegove majke, tijekom Križnog puta, ali popularna tradicija uvodi jednu postaju. Oratorij Armenske katoličke crkve, označava ovu postaju. Luneta iznad ulaza u kapelu, opisuje ovaj događaj u reljefu kojeg je urezao poljski umjetnik Zieliensky. Oratorij, nazvan "Gospa od grčeva", sagrađen je 1881., no kripta čuva neke od ostataka bizantskih građevina koje su bile na ovom mjestu, uključujući i mozaik.

#### Susret sa Šimunom Cirencom: peta postaja
Peta postaja označava događaj kada Šimun Cirenac pomaže Isusu nositi križ. Iako je ovaj događaj opisan u tri Evanđelja, Evanđelje po Ivanu ga ne spominje, no naglašava dio puta kojim Isus sam nosi križ. Današnje mjesto pete postaje nalazi se na istočnom kraju Via Dolorose, uz "kapelu Šimuna Cirenca", franjevačku građevinu sagrađenu 1895. godine. Natpis u arhitravu na jednim od vrata kapelice, odnosi se na sinoptičke događaje.
Prije 15. stoljeća, ovo mjesto se smatralo "kućom siromaha", a sagrađeno je kao peta postaja s razlogom ime se odnosi na priču sv. Luke o bogatašu (divesu) i Lazaru, (Lk 16,19-30). Neposredno pored siromahove kuće je luk iznad ulice, a kuća na luku treba predstavljati bogataševu kuću. Spomenute kuće datiraju međutim iz srednjeg vijeka, i prispodoba o Lazaru i bogatašu se danas uglavnom smatra parabolom.

#### Susret s Veronikom: šesta postaja
Srednjovjekovna rimokatolička legenda prikazuje dio odjeće poznat pod nazivom Veronikin rubac (lat. Sudarium). Prema kršćanskoj tradiciji, Isus je obrisao lice u rubac, koji mu je pružila pobožna žena Veronika, za vrijeme Križnog puta.
Sveta Veronika iz Jeruzalema srela je Isusa duž Križnog puta na putu prema Kalvariji. Kada je zastala obrisati krv i znoj s njegova lica sa svojim rupcem, Isusova slika, odraz njegova lica ostao je utisnut na platnu. 
Relikvija se čuva u svetištu u Manoppellu, mjestu u Abruzzu, podno Majelle, nedaleko od Pescare. Veronikin rubac i Isusova slika prije razapinjanja razlikuje se od Isusove slike poslije razapinjanja s često povezanim Torinskim platnom.
Sadašnju šestu postaju su u 19. stoljeću uspostavili grkokatolici kada su kupili ruševinu iz 12. stoljeća i na tom mjestu napravlli crkvu Svetog lika i sv. Veronike, tvrdeći da je Isus susreo Veroniku ispred njene kuće, i da je njena kuća bila baš na tom mjestu. Dio crkve su i ostaci građevina iz 12. stoljeća, uključujući i lukove crkve Svetih Kuzme i Damjana koju su sagradili križari. Današnjom zgradom upravljaju Male sestre od Isusa, i nije otvorena za javnost.

#### Susret s pobožnim ženama: osma postaja
Osma postaja obilježava epizodu koju opisuje Evanđelje po Luki (23:27–31), jedinu opisanu među kanonskim evanđeljima, u kojoj Isus susreće "pobožne žene" na svom putu i spreman je zaustaviti se i održati im govor. Sadašnja osma postaja nalazi se uz grkopravoslavni samostan Sv. Haralampija; na kojem je riječ Nika (gr."pobjeda") urezana u zid i reljefni križ.

## Moderne procesije
Svaki petak, rimokatoličke procesije prolaze Putem suza, započinjujući procesiju kod manastirskog kompleksa kod prve postaje. Procesiju organiziraju franjevci ovog manastira, koji također i predvode procesiju. Odglumljene događaje Križnog puta je također moguće vidjeti, počevši s onim amaterskim u kojima npr. vojnici nose plastične kacige i jeftine crvene poliesterske obloge, pa sve do onih koji su bliže profesionalnoj drami i povijesnoj odjeći i rekvizitima.
Sjedište Koptskog pravoslavnog patrijarhata u Jeruzalemu se nalazi na krovu bazilike Svetog groba. Na ulazu u Patrijarhat je stup na kojem je križ, koji označava devetu postaju na Križnom putu. Koptski papa Papa Šenuda III. Aleksandrijski (3. kolovoza 1923. – 17. ožujka 2012.) zabranio je 1980. koptskim vjernicima hodočašće u Jeruzalem sve dok se izraelsko-palestinski sukob ne riješi. Ipak, usprkos zabrani desetci koptskih vjernika hodočaste Jeruzalem, svake godine, posebice tijekomm uskrsnih praznika.

## Galerija
- 1. postaja: Isusa osuđuju na smrt
- 2. postaja: Isus prima na se križ
- 3. postaja: Isus pada prvi put pod križem
- 4. postaja: Isus susreće svoju svetu Majku
- 5. postaja: Šimun Cirenac pomaže Isusu nositi križ
- 6. postaja: Veronika pruža Isusu rubac
- 7. postaja: Isus pada drugi put pod križem
- 8. postaja: Isus tješi jeruzalemske žene
- 9. postaja: Isus pada treći put pod križem
- 10. postaja: Isusa svlače
- 11. postaja: Isusa pribijaju na križ
- 12. postaja: Isus umire na križu
- 13. postaja: Isusa skidaju s križa
- 14. postaja: Isusa polažu u grob